# Veliki pajesen
Veliki pajesen (znanstveno ime Ailanthus altissima), znan tudi kot visoki pajesen, navadni pajesen, ailant oz. božje drevo, je drevo, ki izvira iz Kitajske.
Veliki pajesen zraste do 25 metrov visoko (v 20 letih zraste ok. 15 metrov visoko). Oblikuje široko krošnjo in se občasno pojavlja tudi kot večdebelno drevo. Najraje ima sončne lege z blago klimo. Mladi poganjki so rdečerjave barve in na otip žametni. Lubje je sivorjavo s svetlimi progami, pozneje podolžno razpokano. Listi so do 60 cm dolgi in imajo neprijeten intenziven vonj. Listje odpade z drevesa razmeroma pozno. Drevo cveti julija in avgusta. Njegova semena so krilata, podobno kot pri jesenu. Semena in lubje so strupeni. Lubje ima močni odvajalni učinek, drevesni sok močno draži kožo.
Je zelo odporna drevesna vrsta: izkazal se je za odpornejšega na saje, prašne delce in druge oblike onesnaževanja v urbanem okolju kot je to za drevesa običajno.
Veliki pajesen so v Evropo prinesli kot okrasno drevo za parkovne nasade, vendar se je nato presenetljivo hitro samostojno razširil po celem kontinentu.